# Timandra (mitología)
En la mitología griega, Timandra (Τιμάνδρα) fue una de las hijas de Leda y Tindáreo.
Timandra se casó con Équemo, rey de Arcadia, y con él tuvo un hijo llamado Laódoco.
Al igual que sus hermanas Clitemnestra y Helena, Timandra fue infiel a su esposo, al que dejó por Fileo.